# Ramatkal
Il ramatkal (in ebraico ראש המטה הכללי‎?, Rosh HaMateh HaKlali, abbr. ramatkal—in ebraico רמטכ"ל‎?) traducibile con "capo di stato maggiore generale" è il supremo comandante ed il capo di stato maggiore della forze di difesa israeliane (IDF). È il più alto rango tra gli Aluf nell'IDF (Israel Defense Forces), equivalente al grado di generale a 4 stelle negli eserciti occidentali.

## Situazione giuridica
La posizione del Ramatkal è definito nella Legge fondamentale: L'esercito (1976), nella clausola tre:
- il rango supremo in campo militare è quella del capo di stato maggiore generale
- il capo di stato maggiore generale è posto sotto l'autorità del governo, e subordinato al ministro della difesa
- il capo di stato maggiore generale viene nominato dal governo, secondo la raccomandazione del ministro della difesa

## Durata
Il capo di stato maggiore generale è nominato ufficialmente una volta ogni tre anni, con il governo che spesso proroga il termine a quattro anni, ed, in alcune occasioni, anche cinque. Dal 5 marzo 2025, il ramatkal è Eyal Zamir.

## Lista dei capi di stato maggiore generale dell'IDF
- Yaakov Dori (1947–49)
- Yigael Yadin (1949–52)
- Mordechai Maklef (1952–53)
- Moshe Dayan (1953–58)
- Haim Laskov (1958–61)
- Tzvi Tzur (1961–64)
- Yitzhak Rabin (1964–68)
- Haim Bar-Lev (1968–72)
- David Elazar (1972–74)
- Mordechai Gur (1974–78)
- Rafael Eitan (1978–83)
- Moshe Levi (1983–87)
- Dan Shomron (1987–91)
- Ehud Barak (1991–95)
- Amnon Lipkin-Shahak (1995–98)
- Shaul Mofaz (1998–2002)
- Moshe Ya'alon (2002–05)
- Dan Halutz (2005–2007)
- Gabi Ashkenazi (2007–2011)
- Binyamin Gantz (2011-2015)
- Gadi Eizenkot (2015-2019)
- Aviv Kochavi (2019–2023)
- Herzi Halevi (2023–2025)
- Eyal Zamir (2025–)